# Lepadichthys sandaracatus
Lepadichthys sandaracatus är en fiskart som beskrevs av Whitley, 1943. Lepadichthys sandaracatus ingår i släktet Lepadichthys och familjen dubbelsugarfiskar. Inga underarter finns listade i Catalogue of Life.